# Lily May Atkinson
Pour les articles homonymes, voir Atkinson.
Lily May Atkinson (née Kirk, 29 mars 1866 - 19 juillet 1921) est une militante néo-zélandaise pour la tempérance, suffragette et féministe. Elle occupe plusieurs postes de direction aux niveaux local et national, notamment celui de vice-présidente de l'Alliance néo-zélandaise pour la suppression et l'abolition du trafic d'alcool (1898-1921) ; présidente de l'Union chrétienne des femmes pour la tempérance de Nouvelle-Zélande (1901-1905) ; et vice-présidente du Conseil national des femmes de Nouvelle-Zélande (1901-1903).

## Jeunesse
Lily May Kirk est née à Auckland, en Nouvelle-Zélande, le 29 mars 1866. Elle est la fille de Sarah Jane Mattocks et de Thomas Kirk, un géomètre qui devient l'un des premiers professeurs au Victoria University College et le premier conservateur en chef des forêts d'État de Nouvelle-Zélande. Elle reçoit son éducation à la Terrace School des sœurs Greenwood et enseigne ensuite l'anglais aux immigrants chinois et apprend à lire aux ouvriers d'usine. Bien qu'elle n'ait jamais voyagé à l'étranger, elle parle couramment l'allemand et le français. Elle est une lectrice passionnée.

## Travail politique et famille
Lily, avec ses sœurs Amy Kirk, Cybele Ethel Kirk et sa mère Sarah Jane Kirk, est l'une des premières membres de la branche de Wellington de la Women's Christian Temperance Union of New Zealand organisée par Anne Ward (en) le 3 septembre 1885. Elle est vérificatrice des comptes pour l'Union du district de Wellington, puis devient secrétaire de séance pour l'Union nationale en 1887 et continue ce travail pendant plus de dix ans.
Elle soutient ouvertement le travail d'Ellen Hewett (en) (alias Mme Duff Hewitt) qui, en tant que surintendante du WCTU NZ pour le travail parmi les Maoris, tient une réunion le 30 juillet 1894 à Wellington avec le chef de Taupo Te Heu Heu et Hōne Heke Ngāpua MHR. Lors de la réunion, Lily Kirk et le militant de la tempérance Arthur Atkinson (en) parlent en faveur du travail du WCTU NZ pour faire parvenir de la littérature et des cartes de promesses aux personnes vivant dans les zones rurales ainsi qu'une lettre spécifiquement adressée aux femmes maories « à tous les points d'arrêt en amont de la rivière Whanganui ».
À partir du printemps 1895, Lily May Kirk siège au comité fondateur du journal The White Ribbon de la WCTU NZ. Ce magazine est le premier magazine détenu, édité et publié par des femmes en Nouvelle-Zélande. Elle rédige chaque mois les Notes de Wellington avec des informations glanées à partir de ses observations du Parlement, faisant preuve d'un esprit vif.
Pendant cette période, les cours d’anglais que Lily May Kirk donne aux immigrants chinois sont interrompus. La WCTU de Wellington indique à la convention nationale qu'elle souhaite « éviter tout conflit avec le travail des missionnaires chinois, qui sont soutenus par la CE Union ».

### Forward Movement
Elle et son futur mari Arthur Atkinson sont tous deux impliqués avec d'autres Wellingtoniens tels que Kate Edger, Ernest Beaglehole (en) et Maurice Richmond dans le mouvement Forward, un mouvement chrétien/éducatif progressiste et « une tentative fidèle d'appliquer les principes cardinaux du christianisme, tels que conçus et interprétés par ses meilleurs représentants, aux conditions complexes de la société moderne ». Le mouvement Forward est né à Londres, en Angleterre, et est fondé en Nouvelle-Zélande à Wellington par le révérend William Albert Evans (mari de Kate Edger) et le révérend GH Bradbury. Les Atkinson rejoignent un comité de gestion lors de la première réunion tenue le 27 août 1893.

### Alliance de la Nouvelle-Zélande

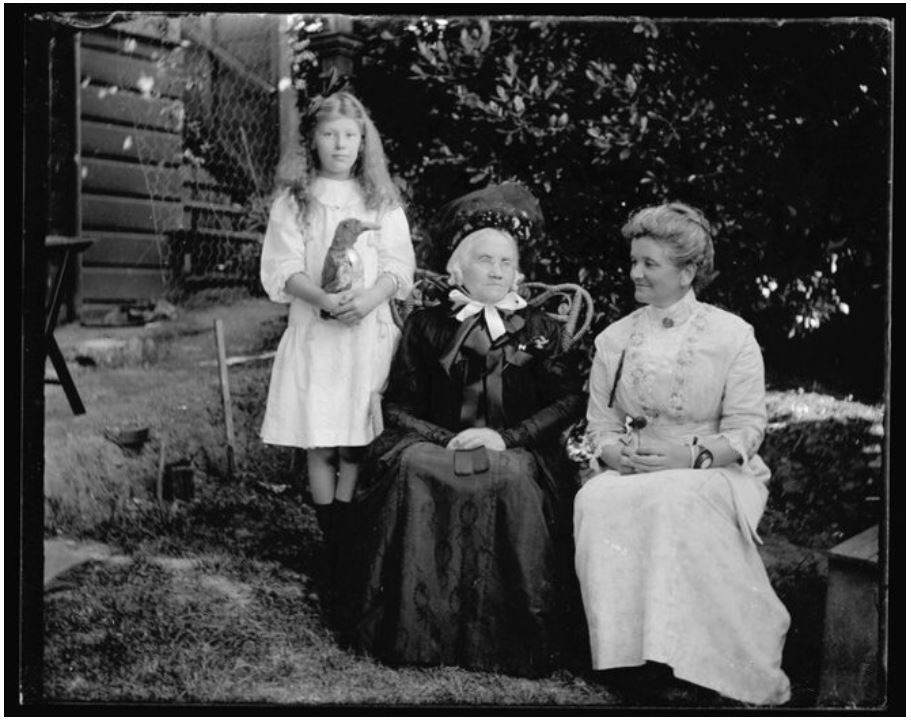
Janet Atkinson (à gauche) avec Sarah Jane Kirk (au centre) et Lily May Atkinson (à droite) c. 1915.

En 1893, Lily May Kirk est nommée par la WCTU NZ pour siéger au Comité exécutif de l'Alliance néo-zélandaise pour la suppression et l'interdiction du trafic d'alcool et, en 1898, elle devient la première femme à occuper le poste de vice-présidente de ce groupe dominé par les hommes. À ce poste, elle donne régulièrement des conférences sur la tempérance : « Une oratrice locale claire et énergique, sa personnalité charmante, sa voix musicale, sa transition rapide du grave au gai, et ses connaissances vastes et précises en ont fait une favorite auprès de ses nombreux publics. » Son discours de mai 1895 pour la convention de l'Alliance à Palmerston North comprend l'accusation selon laquelle l'histoire anglaise du début du commerce de l'alcool provenait d'aristocrates qui voulaient garder les gens du commun dociles. D'autres n'ont pas manqué l'occasion de reprendre ses fréquentes allégories de la bataille dans la lutte contre le commerce de l'alcool : l'un de ses discours est décrit comme « résolument pertinent, chaste, calme et digne, et bien ciblé… On peut probablement dire de certains : 'Une femme l'a tué'. ».
Alors qu'elle est présidente de la WCTU de Wellington, Lily May Kirk travaille avec Kate Sheppard pour organiser des réunions publiques à Canterbury en août 1895, donnant des conférences sur la tempérance d'abord à Christchurch, puis à Kaiapoi et Rangiora. Ceux qui entendent ses conférences sur les victimes du trafic d'alcool, les ivrognes et ceux qui en dépendent, parlent de sa « manière logique, forte et pourtant sympathique de traiter ce sujet — combien sérieuse et pourtant bienveillante ».

### Southern Cross Society
Entre-temps, Anna Stout (en) et elle deviennent vice-présidentes de la Southern Cross Society, nouvellement fondée à Wellington le 22 août 1895. La présidente fondatrice est Janet Plimmer, responsable de la WCTU NZ chargée de l'influence de la presse, et le groupe se propose d'éduquer les femmes « de toutes les classes et de toutes les nuances d'opinion, pour défendre les femmes qui doivent compter sur leurs propres efforts pour gagner leur vie. » L'objectif est de proposer des conférences et des réunions dans les chalets sur des sujets politiques et civiques afin qu'en tant qu'électrices, elles puissent influencer les hommes occupant des fonctions publiques et être prêtes à siéger au Parlement lorsque la loi changerait pour leur permettre de se présenter aux élections. La tempérance fait également partie de cet enseignement. Lady Stout explique : « La Société n'est pas pour la répression de l'humanité ; elle souhaite seulement que les femmes aient les mêmes droits que les hommes et ne soient pas empêchées de vivre la vie la plus pleine et la plus libre possible. Le foyer serait plus heureux lorsque les femmes seront compétentes pour conseiller leurs maris dans tous les domaines et seront capables de partager leurs aspirations ainsi que leurs soucis et leurs chagrins. ». Lilly May Kirk continue à diriger ce club alors même qu'elle gravit les échelons de la WCTU nationale. En mai 1898, elle fait un rapport à la Southern Cross Society sur la manière dont elle vote en leur nom lorsqu'elle représente le club au Conseil national des femmes de Nouvelle-Zélande. Dans l'avis du White Ribbon concernant son rapport, il n'est fait aucune mention du fait qu'elle a fait partie d'un groupe qui s'est opposé à la résolution de la NCWNZ visant à ce que les femmes obtiennent le droit de se présenter aux élections au Parlement néo-zélandais. Kirk, Stout et d'autres soulignent que les femmes doivent être éduquées de nouvelles manières, comme avec la Southern Cross Society, afin qu'elles aient la possibilité de participer à la législature avec la formation et l'éducation classique complète généralement donnée aux hommes.

## Direction nationale de la WCTU
Identifiée comme Miss LM Kirk, elle est secrétaire de séance de la convention annuelle de l'Union chrétienne des femmes de Nouvelle-Zélande pour la tempérance qui se tient à Dunedin en avril 1896. Ce rôle important sert de clin d’œil à son travail de sensibilisation pour la WCTU de Wellington, à ses rapports d’observation sur le travail du Parlement, ainsi qu’à son travail oratoire pour la New Zealand Alliance. Elle lui demande également d'envoyer des lettres au nom du WCTU national — y compris, par exemple, le travail en cours pour abroger les lois sur les maladies contagieuses ou le projet de loi pour la « suppression des handicaps politiques des femmes » — présentant les résolutions aux politiciens qui accroit sa visibilité politique au niveau national. Alfred Newman (en), un indépendant représentant les banlieues de Wellington au Parlement, répondit à « Miss Kirk » en avril 1896 dans une lettre publiée dans The White Ribbon et illustrant l'importance des communications régulières de la WCTU NZ avec les politiciens : « Une telle lettre est très encourageante. Je propose de réintroduire le projet de loi. Si votre syndicat demandait à chaque candidat aux prochaines élections générales de soutenir une telle mesure, elle deviendrait bientôt la loi du pays, comme elle l'était en Angleterre il y a plusieurs siècles, et comme elle l'est déjà aujourd'hui au Colorado et en Australie du Sud. »
Toujours en poste comme secrétaire de la WCTU NZ, surintendante nationale du département juridique et parlementaire et membre du comité de gestion du Ruban blanc, Kirk est nommée en 1897 pour représenter la WCTU NZ au Conseil national des femmes de Nouvelle-Zélande (NCW NZ). Fondé en 1896, le NCW NZ est une section du Conseil international des femmes et traite de nombreuses réformes différentes importantes pour les femmes militantes de l'époque. Kirk prononce un discours sur « L'aspect moral et scientifique de la tempérance » lors de la réunion du NCW NZ à Christchurch le 1er avril 1897. Elle continue ses tournées de conférences en 1897 pour aider les sections locales à recruter des membres. Elle visite Brunnerton où elle encourage la création d'un Boys' Club, puis de trois autres clubs sur la côte ouest : Greymouth, Hokitika et Nelson. La WCTU de Greymouth rapporte au White Ribbon pourquoi le style oratoire de Kirk a tant de succès : « Sa voix est si douce et douce, et ses paroles si bien choisies qu'elles pénètrent dans le cœur de ses auditeurs et forcent la sympathie. » Elle aide également à organiser la branche de Petone dans laquelle la Guilde de couture pour filles devient l'œuvre la plus importante.
En 1898, la WCTU NZ parraine une cérémonie pour honorer la mort de la dirigeante américaine de la WCTU, Frances Willard. Kirk prononce un discours sur le travail de la WCTU au Japon, et le correspondant qui rend compte de sa conférence déclare : « Il était très facile de voir qu'elle ressentait elle-même des sentiments très profonds, et que, par conséquent, d'autres ressentaient également des sentiments profonds. »
Le 11 mai 1900, Lily May Kirk épouse son collègue militant pour la tempérance et député conservateur indépendant Arthur Atkinson à Wellington. La WCTU NZ lui offre en cadeau de mariage une table à écrire fabriquée à partir de divers bois de Nouvelle-Zélande, avec plusieurs tiroirs et casiers. Sur le bureau est fixée une plaque d'argent sur laquelle est inscrit : « Offert à Mlle LM Kirk, par la WCTU de Nouvelle-Zélande, à l'occasion de son mariage. Mai 1900. »
En mars 1901, Lily May Kirk Atkinson assiste à la seizième convention annuelle de l'Union chrétienne de tempérance des femmes de Nouvelle-Zélande qui se tient à Wellington. Elle est alors secrétaire de séance (poste qu'elle occupe depuis quatorze ans), co-surintendante du département juridique et parlementaire. Atkinson est élue présidente de la WCTU de Nouvelle-Zélande, succédant à Annie Schnackenberg (en) d'Auckland à la présidence nationale. Sa mère, Sarah Jane Kirk, est à l'époque présidente de la WCTU de Wellington, qui accueille la convention nationale de 1901. Atkinson est présidente pendant les quatre années suivantes. Durant cette période, elle a deux enfants : Tom en avril 1902 (qui décède seulement trois jours après sa naissance), et Janet, née le 19 septembre 1904 (décédée en 1981).
Au cours de ses années de direction, la WCTU NZ joue un rôle de premier plan dans de nombreux types de réformes sociales et de législation humanitaire. L'augmentation du nombre de districts sans licence, créés à partir de la loi sur le contrôle de la vente de boissons alcoolisées de 1893 n'est pas une surprise étant donné l'étroite collaboration entre la WCTU NZ et la New Zealand Alliance. En 1906, sa santé défaillante l'oblige à démissionner de son poste de présidente de la WCTU NZ ; elle continue cependant son travail de réforme locale.

## Conseil national des femmes de Nouvelle-Zélande
Atkinson est élue vice-présidente du Conseil national des femmes de Nouvelle-Zélande (NCW NZ) lors de leur sixième conférence en mai 1901 à Wanganui. Elle sert sous la présidence de Margaret Sievwright (en) jusqu'en 1903, puis à nouveau sous celle de Kate Sheppard en 1905. À ce stade, Kirk a révisé ses idées sur les femmes dans les fonctions politiques depuis qu'elle a assisté en août 1903 à la délégation du NCWNZ avec Sievwright et Kate Sheppard qui a adressé une pétition au Premier ministre Richard Seddon pour obtenir son soutien (en vain) pour supprimer l'interdiction des femmes au Parlement.

## Leadership dans les clubs engagés pour la santé et la protection des femmes et des enfants

### Société pour la protection des femmes et des enfants
La Société néo-zélandaise pour la protection des femmes et des enfants est fondée à Auckland en avril 1893. En 1897, Atkinson et Anna Stout appellent des volontaires pour rejoindre une nouvelle branche de Wellington, et la branche commence à rendre compte de son travail dans les journaux locaux. En plus de travailler au nom des femmes et des enfants, la branche de Wellington plaide également en faveur de l'égalité de rémunération pour les femmes travailleuses.
Le club envoi des volontaires dans les tribunaux pour observer la manière dont les juges traitent le sort des mineurs arrêtés ou poursuivent les maris délinquants. Lors d'une réunion annuelle en 1909 présidée par Atkinson, ils rapportent que des bénévoles ont pu trouver des foyers pour des enfants négligés et des fonds pour une famille pauvre sans revenu.
Avec le début de la Première Guerre mondiale, le club ne réussit pas à faire avancer des questions qui sont d'une importance cruciale pour la protection des femmes et des enfants : « telles que la nomination de femmes policières, de femmes jurées, de femmes juges et de femmes visitant les juges en prison. ». Une autre question importante pour ce groupe est de relever l'âge légal du consentement. En 1913, ils demandent au Premier ministre que l'âge du consentement pour les garçons soit relevé à dix-huit ans afin « d'être protégés des sollicitations des femmes plus âgées… et de prévenir la propagation des maladies » et, comme Atkinson le souligne lors de cette visite de la délégation, l'âge de vingt et un ans pour les filles, car c'est à cet âge qu'elles peuvent contrôler leur propre salaire et leurs biens.

### Formation des femmes aux sciences domestiques
Dans le cadre d'une campagne visant à institutionnaliser le soutien aux femmes et aux enfants, Atkinson fait partie d'un mouvement visant à réformer les programmes secondaires et supérieurs en économie domestique. En 1913, Atkinson préside deux conférences organisées par le Victoria College sur la manière de créer un nouveau département « Économie domestique » et de financer un président de département pour superviser ce nouveau programme et cette sensibilisation. L'objectif est de professionnaliser et de moderniser l'enseignement, d'offrir un accès à des logements financés par le biais du Fonds Thomas George Macarthy nouvellement créé, et d'étendre la formation pratique intégrée déjà en place dans les écoles de formation.

### Club des pionniers de Wellington
Le Pioneer Club, fondé à Wellington en juillet 1909, est basé sur une organisation féministe similaire à Londres. Lors de la réunion d'organisation, Lily May Atkinson lit les règles établies précédemment par le Comité provisoire, précisant que le but du club est l'éducation des femmes, la conversation et le « silence ». Le club doit être de nature apolitique et il ne doit pas y avoir d'alcool ni de jeu. Mary Richmond (en), la cousine d'Atkinson, est élue présidente ; Atkinson est élue vice-présidente ; et Amy Kane est élue secrétaire. Ouvert le 30 juillet 1909, à l'angle des rues Cuba et Manners (il est plus tard déplacé à Lambton Quay) avec un espace de réunion et un salon de thé, ce fut le premier club féminin général de Nouvelle-Zélande.

## Comité des licences d'alcool
En 1912, Atkinson fait la une des journaux lorsqu'elle est nommée et remporte un siège au comité du Wellington Suburbs and Country Licensing District. Elle remporte le siège, arrivant troisième pour le district de Suburbs avec 519 voix.
Le leadership d'Atkinson se manifeste également dans son travail pour la New Zealand Community Welfare Association. Elle est également active au sein de la Plunket Society et de la Kindergarten Schools Society. Probablement quelque temps après 1920, lorsqu'un appel est lancé aux femmes dirigeantes pour soutenir le mouvement visant à imposer la formation militaire obligatoire en Nouvelle-Zélande, Atkinson devient membre du Conseil du Dominion de la Ligue de défense nationale de Nouvelle-Zélande. À cette époque, le rôle de la Ligue met l’accent sur la crainte d’une agression japonaise dans le Pacifique et sur la nécessité pour les hommes et les femmes d’être éduqués à la morale civique et à la préparation à la survie dans des instituts de camp spécialement désignés. « L'influence des bonnes femmes sur les soldats loin de chez eux était incalculable. » Cet appel cadre très bien avec l'expérience d'Atkinson en matière de réforme de l'éducation pour les sciences domestiques des femmes.

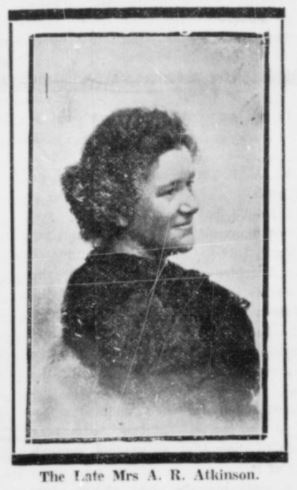
Portrait d'après hommage dans Le Ruban Blanc, 18 août 1921

## Exemples d'interventions oratoires et de communications données
- Contenu du discours de Miss Kirk, The White Ribbon, 1er septembre 1895[51].
- Mademoiselle Kirk à Gisborne, Le Ruban Blanc, 1er octobre 1896[52].
- Les aspects moraux et sociaux de la tempérance. Un document écrit par Mlle LM Kirk, de Wellington, et lu lors de la réunion du Conseil national des femmes à Christchurch, The White Ribbon, 1er juin 1897[53].
- Discours de Mlle LM Kirk sur le trafic d'alcool et son abolition par la volonté du peuple, Le Ruban Blanc, 1er février 1899[54].

## Maladie et mort
Atkinson reprend le flambeau auprès de la WCTU NZ en tant que secrétaire de séance lors de la convention nationale de 1921. Et elle accepte d'accompagner une délégation pour rencontrer le ministre de la Santé au sujet d'un projet de loi sur l'hygiène sociale. Cependant, elle est trop malade pour y aller. Elle fait campagne dans l'hiver néo-zélandais de juillet 1921 pour certains syndicats de Taranaki, ce qui nécessite « beaucoup de déplacements en voiture dans un temps très froid et humide ». Après environ une semaine de malaise, elle s'alite et son médecin lui donne des analgésiques.
Elle continue sa correspondance et ses lectures, mais son mari écrit qu'elle est dépassée par les événements alors qu'elle corrige certains examens de l'école du dimanche. Elle essaye de dicter une lettre à Mme Scott de Hawera WCTU, mais sa fille Janet Atkinson écrit que la lettre n'a jamais été terminée. Son mari raconte les détails aux lecteurs du White Ribbon : « Un délire s'est développé pendant la nuit, et lors d'une consultation le lendemain matin, le diagnostic était que l'urémie avait succédé à une pyélite, et que l'état était critique. 'J'ai connu des situations pires que celle-ci', a-t-elle déclaré avec beaucoup de joie… Le soir du mardi 19 juillet, presque exactement 48 heures après avoir dû abandonner sa dernière tentative de servir la cause de la tempérance… elle est décédée paisiblement [dans son sommeil] ».
Atkinson décède à son domicile de Wadestown, une banlieue nord de Wellington, le 19 juillet 1921. Ses funérailles ont lieu à l'église baptiste, rue Vivian et elle est enterrée dans une parcelle non marquée (parcelle 3K) au cimetière de Karori aux côtés de ses parents, de son fils Tom et de son mari (décédé en 1935).

## Lectures complémentaires
- (en) Roberta Nicholls, The Women's Parliament: The National Council of the Women of New Zealand, 1896–1920, Wellington, NZ, Victoria University Press, 1996.
- (en) Raewyn Dalziel, Women together: a history of women's organisations in New Zealand: nga ropu wahine o te motu, Wellington, NZ, Daphne Brasell Associates/Historical Branch, Department of Internal Affairs, 1993, 72–75 p., « New Zealand Women's Christian Temperance Union 1885– ».
- (en) Dorothy Page, The National Council of Women, A Centennial History, Auckland, New Zealand, Auckland University Press, 1996.
- (en) Margaret Tennant, Women together: a history of women's organisations in New Zealand: nga ropu wahine o te motu, Wellington, NZ, Daphne Brasell Associates/Historical Branch, Department of Internal Affairs, 1993, 132–134 p., « New Zealand Federation of Home and Family Societies 1893– ».
- (en) Margaret Tennant, The fabric of welfare: voluntary organisations, government and welfare in New Zealand, 1840–2005, Wellington, NZ, Bridget Williams Books, 2007.
- (en) Jeanne Wood, A Challenge Not a Truce: A history of the New Zealand Women's Christian Temperance Union, 1885–1985, Nelson, New Zealand Women's Christian Temperance Union, Inc., 1986.